# Dapania pentandra
Dapania pentandra är en harsyreväxtart som beskrevs av René Paul Raymond Capuron. Dapania pentandra ingår i släktet Dapania och familjen harsyreväxter. Inga underarter finns listade i Catalogue of Life.